# Mai 1837

## Événements

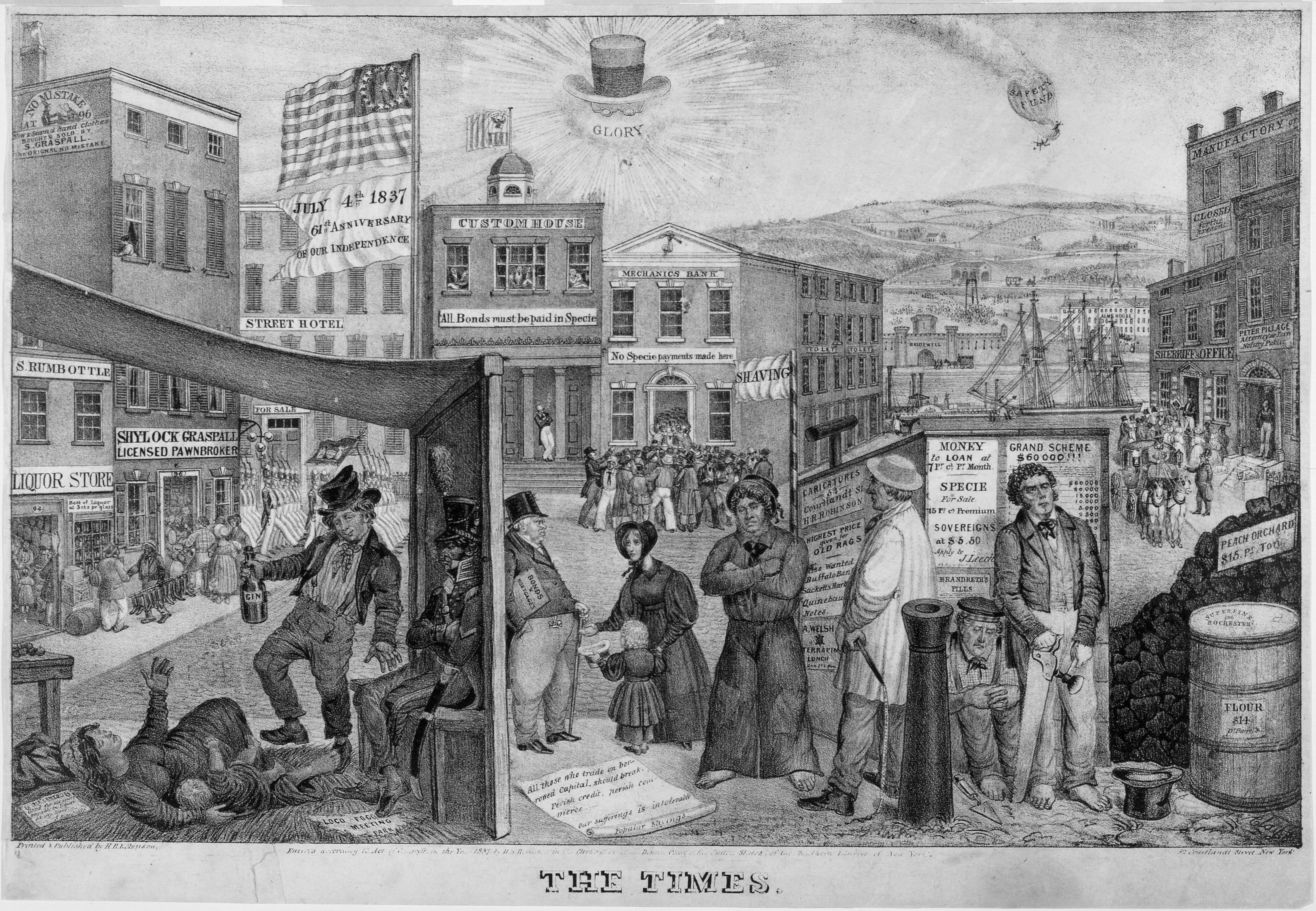
10 mai : Panique de 1837

- Kossuth et Wesselenyi, chefs du « parti des réformes » en Hongrie, sont arrêtés par le gouvernement de Vienne.

- 3 mai, France : inauguration de la mairie de Montmartre.

- 8 mai, France : amnistie pour les condamnés politiques.

- 10 mai : panique boursière à New York.

- 18 mai, France : fin du procès Buloz - Balzac à propos de Le Lys dans la vallée.

- 22 mai : première réunion de l’Association de la Nouvelle-Zélande, fondée par Wakefield et destinée à faciliter la colonisation du pays. Wakefield administre l’île du Sud jusqu’à son annexion par la Grande-Bretagne.

- 27 mai : le duc Pasquier est nommé chancelier de France (dignité rétablie en vue du mariage du Prince royal).

- 30 mai :
  - convention de la Tafna signée entre le général Bugeaud et l’émir Abd el-Kader. L’émir obtient les deux tiers du territoire de l’ex-régence (province de Titteri et province d’Oran, à l’exception des villes d’Oran, d’Arzew et de Mostaganem). Il établit sa capitale à Mascara. Les Français se chargent d’exiler ses propres opposants.
  - mariage du Prince royal avec la princesse Hélène de Mecklembourg-Schwerin, au château de Fontainebleau.

## Naissances
- 8 mai : Alphonse Legros, peintre, graveur et sculpteur britannique d'origine française († 8 décembre 1911).

## Décès
- 10 mai : Nicolas Perseval, peintre français (° 1er avril 1745).
- 20 mai : Johan Afzelius (né en 1753), chimiste suédois.